# Saint-Éloy-de-Gy
Pour les articles homonymes, voir Saint-Éloy.
Pour l’article ayant un titre homophone, voir Saint-Éloi.
Saint-Éloy-de-Gy est une commune française située dans le département du Cher en région Centre-Val de Loire.

## Géographie
La commune s'étend sur une surface de 3000 hectares, majoritairement de terres agricoles et forestières. Elle comprend un bourg principal et un second bourg (bourgneuf), distants d'environ 4 km, de nombreux hameaux et des zones d'activités (la Goutelle, le Danjon). 

### Climat
Pour des articles plus généraux, voir Climat du Centre-Val de Loire et Climat du Cher.
En 2010, le climat de la commune est de type climat océanique dégradé des plaines du Centre et du Nord, selon une étude du CNRS s'appuyant sur une série de données couvrant la période 1971-2000. En 2020, Météo-France publie une typologie des climats de la France métropolitaine dans laquelle la commune est exposée à un climat océanique altéré et est dans la région climatique  Centre et contreforts nord du Massif Central, caractérisée par un air sec en été et un bon ensoleillement. 
Pour la période 1971-2000, la température annuelle moyenne est de 11,4 °C, avec une amplitude thermique annuelle de 15,6 °C. Le cumul annuel moyen de précipitations est de 759 mm, avec 11,3 jours de précipitations en janvier et 7,2 jours en juillet. Pour la période 1991-2020, la température moyenne annuelle observée sur la station météorologique la plus proche, située sur la commune de Bourges à 9 km à vol d'oiseau, est de 12,1 °C et le cumul annuel moyen de précipitations est de 742,7 mm,. Pour l'avenir, les paramètres climatiques de la commune estimés pour 2050 selon différents scénarios d'émission de gaz à effet de serre sont consultables sur un site dédié publié par Météo-France en novembre 2022.

## Urbanisme

### Typologie
Au 1er janvier 2024, Saint-Éloy-de-Gy est catégorisée commune rurale à habitat dispersé, selon la nouvelle grille communale de densité à 7 niveaux définie par l'Insee en 2022.
Elle est située hors unité urbaine. Par ailleurs la commune fait partie de l'aire d'attraction de Bourges, dont elle est une commune de la couronne,. Cette aire, qui regroupe 111 communes, est catégorisée dans les aires de 50 000 à moins de 200 000 habitants,.

### Occupation des sols
L'occupation des sols de la commune, telle qu'elle ressort de la base de données européenne d’occupation biophysique des sols Corine Land Cover (CLC), est marquée par l'importance des territoires agricoles (50,3 % en 2018), une proportion sensiblement équivalente à celle de 1990 (50,2 %). La répartition détaillée en 2018 est la suivante : 
forêts (45 %), terres arables (26,9 %), zones agricoles hétérogènes (10 %), prairies (9,3 %), cultures permanentes (4,1 %), zones urbanisées (3,6 %), milieux à végétation arbustive et/ou herbacée (1,2 %).
L'évolution de l’occupation des sols de la commune et de ses infrastructures peut être observée sur les différentes représentations cartographiques du territoire : la carte de Cassini (XVIIIe siècle), la carte d'état-major (1820-1866) et les cartes ou photos aériennes de l'IGN pour la période actuelle (1950 à aujourd'hui).

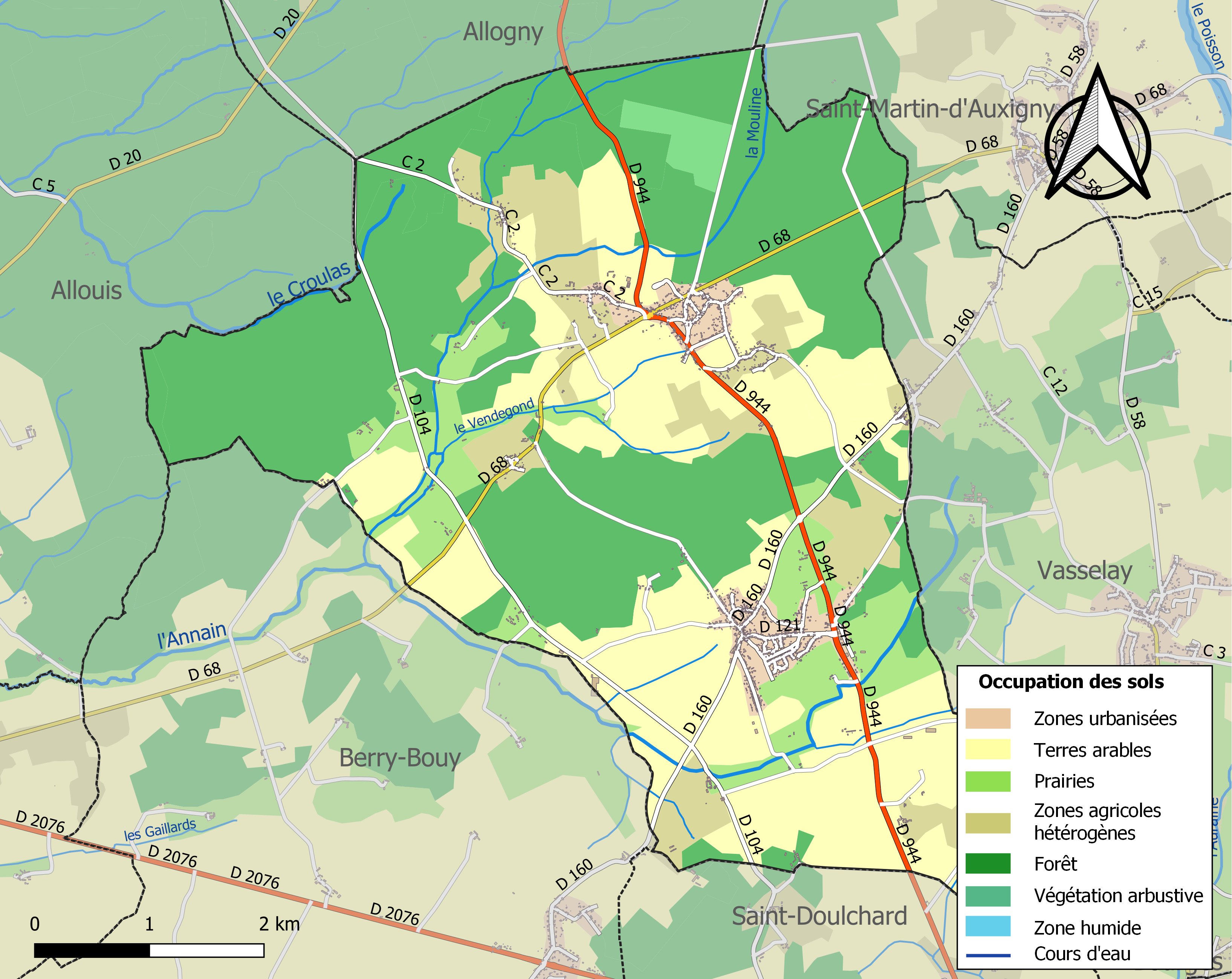
Carte des infrastructures et de l'occupation des sols de la commune en 2018 (CLC).

### Risques majeurs
Le territoire de la commune de Saint-Éloy-de-Gy est vulnérable à différents aléas naturels : météorologiques (tempête, orage, neige, grand froid, canicule ou sécheresse), mouvements de terrains et séisme (sismicité faible). Un site publié par le BRGM permet d'évaluer simplement et rapidement les risques d'un bien localisé soit par son adresse soit par le numéro de sa parcelle.

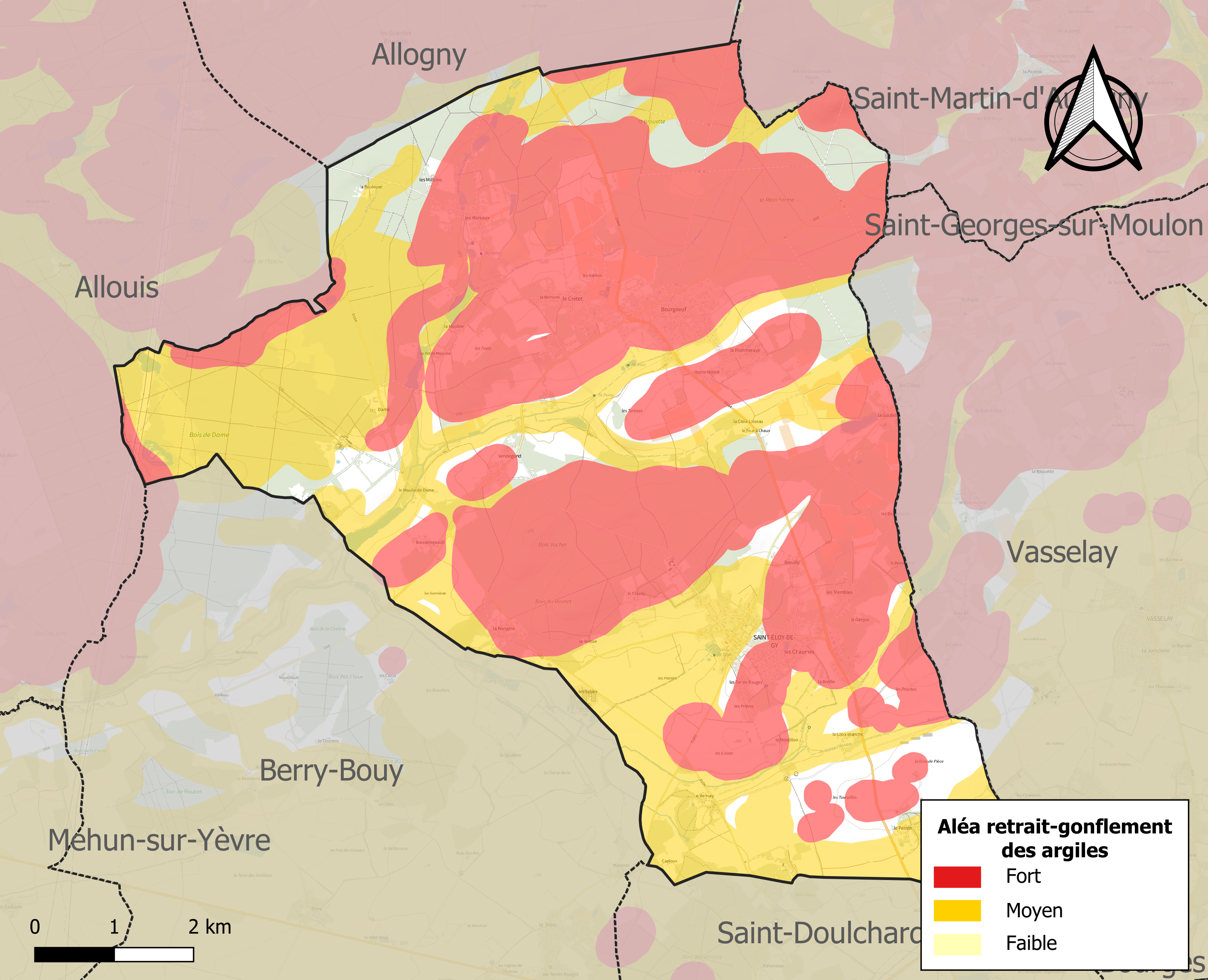
Carte des zones d'aléa retrait-gonflement des sols argileux de Saint-Éloy-de-Gy.

La commune est vulnérable au risque de mouvements de terrains constitué principalement du retrait-gonflement des sols argileux. Cet aléa est susceptible d'engendrer des dommages importants aux bâtiments en cas d’alternance de périodes de sécheresse et de pluie. 88,7 % de la superficie communale est en aléa moyen ou fort (90 % au niveau départemental et 48,5 % au niveau national). Sur les 735 bâtiments dénombrés sur la commune en 2019, 709 sont en aléa moyen ou fort, soit 96 %, à comparer aux 83 % au niveau départemental et 54 % au niveau national. Une cartographie de l'exposition du territoire national au retrait gonflement des sols argileux est disponible sur le site du BRGM,.
Concernant les mouvements de terrains, la commune a été reconnue en état de catastrophe naturelle au titre des dommages causés par la sécheresse en 1989, 1991, 1993, 2006, 2011, 2018 et 2019 et par des mouvements de terrain en 1999.

## Histoire
Il est fait mention dans "La guerre des Gaules" de Jules César (livre VII Chapitre XXIII) de mines de fer, ce qui laisse penser qu'il ait ici fait référence aux mines de Bourgneuf, commune de Saint-Eloy-de-Gy. Des fouilles archéologiques au XIXe siècle ont permis de faire apparaitre des vestiges de cette époque dont les traces d'une voie romaine permettant de gagner Avaricum (Bourges) et d'une villa romaine.
Au VIIe siècle, les Religieux de l'abbaye Saint-Sulpice de Bourges reçoivent la terre de Gy, ravies au Xe siècle, par l'archevêque de Bourges Richard Ier puis, au XIe siècle, par des seigneurs laïcs, et au XIIe siècle, par l'archidiacre d’Orléans. Saint-Éloy-de-Gy est donc un prieuré simple et régulier dépendant de l'abbaye Saint-Sulpice de Bourges, laquelle percevait donc la part principale de la dîme versée par les habitants de cette paroisse. Une première église est construite (saint Jean-Baptiste), puis une seconde, Notre Dame, accolée à la première.
À partir de la fin du XIVe siècle, la famille du Puy, dont Geoffroy du Puy dit Morin, chambellan du duc Jean de Berry fait construire le château de Dame, au nord ouest du village.
En 1562, les Bénédictins de Bourges, occupée par les armées réformées, se réfugient à Saint-Eloy-de-Gy. En 1591, la paroisse et le château de Dame sont attaqués par Antoine de la Grange d'Arquien, gouverneur du Berry. Le seigneur de Dame est alors Raymond de Castaing, bienfaiteur, qui fut enterré dans l'église.
De 1600 à 1640, la vie gyacomoise est rythmée par les assemblées paroissiales, réunies dans l'église, portant notamment sur son entretien.
En 1653, près d'une douzaine de seigneuries, liées à un fief, apparaissent.
Lors des Etats généraux de 1789, Martinet, curé de l’époque, est désigné par les paroissiens pour rédiger les cahiers de doléances. Durant la Terreur, l'église saint Jean-Baptiste est transformée en lieu de perception des impôts puis en tribunal. Des granges sont aménagées en chapelles clandestines où deux prêtres (Garros et Corbinon) non assermentés officient.
En 1831, l'école publique est inaugurée, puis en 1872, est inaugurée la nouvelle école-mairie, puis, en 1899, une autre école à Bourgneuf. Par ailleurs, en 1851, une école libre (Sainte Anne) est fondée, sous l'impulsion du curé Pierre Bachelet, avec l'inauguration du bâtiment en 1871, sur les terres du comte de Monspey, situées à la Rongère. Une chapelle y est accolée en 1895.
Si en 1897, le village compte près de 250 exploitations agricoles, il est marqué, au XIXe siècle, par l'industrialisation (carrières de pierres, fabrication de chaux, de tuiles et de briques et en particulier mines de fer à Bourgneuf avec notamment les forges de Mazières).
En 1914, une centaine d'hommes du village partent pour le front. Seuls deux tiers reviendront. Le presbytère et le château du Vernay sont transformés en petits hôpitaux de campagne. A l'issue de la Guerre, un monument est élevé dans le cimetière du village.
Durant la Seconde Guerre mondiale, le village est occupé par les Allemands tandis que des maquisards de Bourgneuf s'installent dans la forêt d’Allogny. Le village connaît plusieurs exactions et meurtres diligentés par Pierre Paoli. En 1944, le 12 mars, un bal clandestin organisé au hameau de Vendegond est mitraillé ; le 13 juillet, un milicien est abattu en plein coeur du village ; le 11 août, le bureau de tabac « Paris » est attaqué par des hommes armés de mitraillettes et de révolvers ; fin août, les maquisards s’emparent de l’Epinière ; enfin, le 6 septembre, le village est libéré, les Allemands partent, après avoir fait sauter des munitions. Les maquisards sortent de la forêt d'Alogny et entrent dans le village, drapeau en tête, dans l'euphorie générale. Sources : William Thomas. La généalogie gyacomoise des Jacquet : ascendance et descendance d’une famille typique de manoeuvres agricoles berrichons (de la seconde moitié du XVIIe siècle à nos jours). Histoire. 2022. dumas-04134994

## Toponymie
Le village a répondu, au cours de l'histoire, à différentes appellations. A l’origine, il aurait été probablement baptisé « Gaïacum ». Puis, aux alentours du Xe siècle, il est connu sous le nom "Gaïco", puis "Giaco" (appellation concurrencée par celle de « Gy » et « Giacus »). Au XIIIe siècle, il est appelé "Gii" ; puis de 1396 à 1648 "Gy". 
Enfin, depuis au moins 1648, en reconnaissance pour ses venues dans le Berry lorsqu’il était conseiller du Roi, l'assemblée des habitants met le village sous le vocable de saint Eloi, du nom de l'évêque Eloi de Noyon (VIe et VIIe siècles), patron des orfèvres et, par extension, des métallurgistes. On retrouve encore en forêt des traces de "ferriers" (déchets des ateliers travaillant le minerai de fer)[réf. souhaitée]. Cependant, un sceau, découvert en 1887 par le comte Alphonse de la Guère avec l'inscription "S.E.DE.GIACO" pourrait faire remonter l’appellation au XIIIe siècle.

## Politique et administration

### Liste des maires
| Période                                  | Période     | Identité                 | Étiquette | Qualité                           |
| ---------------------------------------- | ----------- | ------------------------ | --------- | --------------------------------- |
| Les données manquantes sont à compléter. |             |                          |           |                                   |
| vers 1850                                | vers 1856   | M. Philippe Alphonse Gay |           |                                   |
|                                          |             | M. Rogeard               |           | propriétaire de la Rongère        |
| mars 1983                                | mars 1989   | Jean Turpin              |           |                                   |
| mars 1989                                | mars 2001   | Marc Godon               |           |                                   |
| mars 2001                                | mars 2008   | Véronique Caluraud       |           |                                   |
| mars 2008                                | 2 juin 2010 | André Bourgougnon        |           | ingénieur                         |
| 9 juillet 2010                           | mai 2020    | Annie Lauverjat          |           | Retraitée de la fonction publique |
| mai 2020                                 | En cours    | Gilles Benoit,           |           | Ancien cadre                      |

## Démographie
L'évolution du nombre d'habitants est connue à travers les recensements de la population effectués dans la commune depuis 1793. Pour les communes de moins de 10 000 habitants, une enquête de recensement portant sur toute la population est réalisée tous les cinq ans, les populations de référence des années intermédiaires étant quant à elles estimées par interpolation ou extrapolation. Pour la commune, le premier recensement exhaustif entrant dans le cadre du nouveau dispositif a été réalisé en 2008.

En 2022, la commune comptait 1 569 habitants, en évolution de +1,62 % par rapport à 2016 (Cher : −2,48 %, France hors Mayotte : +2,11 %).
| 1793  | 1800 | 1806  | 1821  | 1831  | 1836  | 1841  | 1846  | 1851  |
| ----- | ---- | ----- | ----- | ----- | ----- | ----- | ----- | ----- |
| 1 018 | 879  | 1 030 | 1 040 | 1 008 | 1 064 | 1 038 | 1 090 | 1 133 |

| 1856  | 1861  | 1866  | 1872  | 1876  | 1881  | 1886  | 1891  | 1896  |
| ----- | ----- | ----- | ----- | ----- | ----- | ----- | ----- | ----- |
| 1 229 | 1 274 | 1 371 | 1 446 | 1 448 | 1 393 | 1 337 | 1 421 | 1 309 |

| 1901  | 1906  | 1911  | 1921 | 1926 | 1931 | 1936 | 1946 | 1954 |
| ----- | ----- | ----- | ---- | ---- | ---- | ---- | ---- | ---- |
| 1 238 | 1 178 | 1 080 | 981  | 914  | 844  | 829  | 880  | 930  |

| 1962 | 1968  | 1975 | 1982  | 1990  | 1999  | 2006  | 2008  | 2013  |
| ---- | ----- | ---- | ----- | ----- | ----- | ----- | ----- | ----- |
| 972  | 1 028 | 920  | 1 071 | 1 269 | 1 382 | 1 497 | 1 530 | 1 547 |

| 2018  | 2022  | - | - | - | - | - | - | - |
| ----- | ----- | - | - | - | - | - | - | - |
| 1 538 | 1 569 | - | - | - | - | - | - | - |

## Économie
Le village disposait d'une boucherie, d'un café (rue des écoles), d'un maréchal-ferrant, d'une école privée.
Aujourd'hui s'y trouvent des fermes, une bibliothèque, une poste, une pharmacie, une école publique, un médecin, un coiffeur, un boulanger, 3 bars/restaurants, une agence immobilière.

## Culture locale et patrimoine

### Lieux et monuments
- Église Saint-Éloy. Fin XIIe s. XIIIe s., rénovée en 2000[22].
- La mairie a été réaménagée dans les murs de l'ancien presbytère, 4 place de l'Église, encore habité par un prêtre dans les années 1990-2000.
- Château de Dame. XVe s. XIXe s.
- hameau de Bourgneuf
- Château de la Rongère

### Personnalités liées à la commune
- Louis-Hector Chaudru de Raynal, 1805-1892, magistrat et rédacteur d'un ouvrage sur L’Histoire du Berry ;
- Henri Cochon de Lapparent, agronome, y est mort en 1931 ;
- Robert Delaunay, 1885-1941, peintre, y a vécu une partie de son enfance au château de la Rongère[23].

### Festivités
Trois fêtes notables ont lieu dans le village depuis plusieurs siècles : tous les 8 mai, une fabuleuse grande brocante, le feu de la saint Jean au mois de juin et la Saint-Eloy au mois de décembre.
Au début du XXe siècle naît la confrérie de saint Eloy, avec la comtesse de la Guère comme protectrice. Depuis, un nouveau bâtonnier est intronisé chaque année, lors du dimanche de la saint Eloy, soit début décembre. La cérémonie donne lieu à une grand messe, un concert, un banquet et un bal. Le bâtonnier a ensuite la garde du bâton de Saint-Eloy pendant un an.